# Vockert (Solingen)
Vockert ist ein aus einer Hofschaft hervorgegangener Wohnplatz in der bergischen Großstadt Solingen. 

## Lage und Beschreibung
Vockert befindet sich im Stadtbezirk Burg/Höhscheid auf einem Höhenzug zwischen Weinsberger und Schellberger Bachtal. Durch den Ort führt die Vockerter bzw. Börsenstraße nach Widdert auf dem Abschnitt zwischen Wüstenhofer Weg und der Straße Weckshof. Im Bereich der Häuser Börsenstraße 20 bis 27 befinden sich mehrere historische Fachwerk- und Schiefergebäude der einstigen Hofschaft, von denen heute zwei als Baudenkmal geschützt sind. Dort zweigt auch eine nach dem Ort benannte Stichstraße von der Börsenstraße ab. Die Börsenstraße ist im Bereich Vockert zusammenhängend bebaut, jedoch meist nur durch eine einzelne Häuserreihe, dahinter fällt das Gelände in die beiden Bachtäler ab. Auch eine Bushaltestelle des Oberleitungsbuslinie 684 der Stadtwerke Solingen befindet sich im Ort, sie trägt ebenfalls den Namen Vockert.
Benachbarte Orte sind bzw. waren (von Nord nach West): Elsterbusch, Bünkenberg, Odental, Vockerterbusch, Breidbach, Evertsaue, Höfchen, Obenfürkelt, Grünental, Bechershäuschen und Pereskotten.

## Etymologie
Der Ortsname könnte – ähnlich wie bei der Walder Ortsbezeichnung Kotzert – das Suffix art = Ackerland beinhalten.

## Geschichte
Vockert ist seit dem 15. Jahrhundert nachweisbar, er wurde erstmals im Zehntverzeichnis der Abtei Altenberg von 1488 urkundlich erwähnt. In dem Kartenwerk Topographia Ducatus Montani von Erich Philipp Ploennies, Blatt Amt Solingen, aus dem Jahre 1715 ist der Ort mit zwei Hofstellen verzeichnet und als Fockert benannt. Der Ort wurde in den Registern der Honschaft Widdert innerhalb des Amtes Solingen geführt. Die Topographische Aufnahme der Rheinlande von 1824 verzeichnet den Ort als Vockert benannt, ebenso wie die Preußische Uraufnahme von 1844. In der Topographischen Karte des Regierungsbezirks Düsseldorf von 1871 ist der Ort ebenfalls als Vockert verzeichnet.
Nach Gründung der Mairien und späteren Bürgermeistereien Anfang des 19. Jahrhunderts gehörte der Ort zur Bürgermeisterei Höhscheid, die 1856 das Stadtrecht erhielt und lag dort in der Flur IV. Widdert. Der Ort lag unmittelbar an der nördlichen Gemeindegrenze zur Bürgermeisterei Dorp (Stadtrecht seit 1856), wobei der Verlauf der heutige Straße Wüstenhofer Weg den Verlauf dieser Grenze abbildete. In der zweiten Hälfte des 19. Jahrhunderts bildete sich auch auf der Dorper Seite eine bewohnte Ansiedlung, diese lag in der Dorper Flur VII. Schlicken.
Die Bürgermeisterei beziehungsweise Stadt Dorp wurde nach Beschluss der Dorper Stadtverordneten zum 1. Januar 1889 mit der Stadt Solingen vereinigt. Damit wurde der Dorper Teil Vockerts ein Ortsteil Solingens. Mit der Städtevereinigung zu Groß-Solingen im Jahre 1929 wurde schließlich auch der im Süden gelegene Höhscheider Teil des Ortes ein Ortsteil Solingens.
In der Nachkriegszeit nach dem Zweiten Weltkrieg wuchs der Ort durch neue Wohnhäuser an. Der ursprüngliche Hofschaftscharakter mit verstreut angeordneten Gebäuden in Vockert wurde durch eine geschlossene Bebauung ersetzt, auch wenn im einstigen Kern des Ortes am oberen Ende der Börsenstraße noch einzelne Fachwerkhäuser erhalten sind. Die Börsenstraße wurde geschlossen durch Wohnhäuser bebaut, eine neue Wohnsiedlung im Nordwesten entstand zuletzt bis zum Jahr 2000 durch die Siedlung am Stieglitzhof. Seit dem Jahre 1988 und 1991 sind die beiden historischen Schieferhäuser Börsenstraße 22 und 27 (oben abgebildet) in die Solinger Denkmalliste eingetragen.